# Shell Historic Challenge
De Shell Historic Challenge is een race competitie voor Ferraris, Maseratis en Alfa Romeo's die voor 1982 gebouwd zijn. Het wordt gehouden sinds 1996 op circuits in Europa en de Verenigde Staten. Er zijn net zoals bij de F430 Challenge verschillende competities in de wereld en de winnaars daar van strijden tegen elkaar in de World Finals. De deelnemers worden verspreid over 11 klasses. Er doen momenteel 116 coureurs mee waarvan de meeste in Grid C. Het wordt georganiseerd door Grand-Am en de hoofdsponsor is Shell. De oudste auto is een Maserati 6CM uit 1936, de jongste is een Ferrari 512 BB LM uit 1981.

## Klasses

### GRID A
- - Class 1: Scuderia Ferrari Alfa Romeo of vergelijkbaar. Auto Avio Costruzioni 815. All Maserati model tot 1940 – 4CLT – A6GCM.
  - Class 2: Ferrari single-seaters van 159 C tot de 156 F2. Maserati 250 F.

### GRID B
- - Class 3: (1947 – 1955): 12 cilinders met de motor voorin en trommelremmen. Maserati A6GCS
  - Class 4: (1953 – 1957): 4 cilinders and 6 cilinders met de motor voorin en trommelremmen. Masrati 150 S – 200 S – 250 S.
  - Class 5: (1956 – 1959): 12 cilinders met de motor voorin en trommelremmen. Maserati 300 S – 350 S – 450 S.

### GRID C
- - Class 6: (1956 – 1966): GT's met de motor voorin en schijfremmen.
  - Class 7: Ferrari sportauto's met de motor voorin en schijfremmen. Maserati Tipo 60 en tipo 61.
  - Class 8: Ferrari GT wegauto's.
  - Class 9: Wegauto's aangepast voor het circuit.
  - Class 10: Sportauto's met middenmotor, en prototypes. Maserati Tipo 63, Tipo 64, Tipo 151, Tipo 65
  - Class 11: Ferrari sportauto's en middenmotor prototypes. Maserati Bora Gr.IV